# The Automobile Thieves
The Automobile Thieves je americký němý film z roku 1906. Režisérem je James Stuart Blackton (1875–1941).

## Děj
Film zachycuje mladý pár, jak provede sérii loupeží. Po ní následuje honička, při které jsou muž i žena zastřeleni.